# Nanny Express
Nanny Express (The Nanny Express) est un téléfilm américain réalisé par Bradford May, diffusé le 3 janvier 2009 sur Hallmark Channel.

## Synopsis
Après le décès de leur mère, Ben et Emily, véritables terreurs, ont réussi à faire renvoyer toutes leurs nounous jusqu'à ce que leur père David, débordé de travail, engage Kate. Aussi maligne que charmante, Kate, à laquelle David va peu à peu s'intéresser, n'est pas prête à se laisser décourager...

## Fiche technique
- Titre original : The Nanny Express
- Réalisation : Bradford May
- Scénario : Judith Heiman Kriegsman
- Photographie : Yaron Levy
- Durée : 85 minutes

## Distribution
- Vanessa Marcil : Kate Hewitt
- Natalie Dreyfuss : Emily Chandler
- Stacy Keach : Révérend MacGregor
- Brennan Elliott (VF : Marc Saez) : David Chandler
- Dean Stockwell (VF : Bernard Soufflet) : Jerry Hewitt
- Dorie Barton : Lisa Harrison
- Peter Dobson : Ray
- David Barry Gray : Chris Wells
- Donna Pieroni : Lydia
- Uriah Shelton : Ben Chandler
- Emayatzy Corinealdi : Lorraine